# جورج روبرتسون (لاعب كرة قدم)
جورج روبرتسون (بالإنجليزية: George Robertson)‏ (7 سبتمبر 1915 - 24 يناير 2006) هو مدرب كرة قدم ولاعب كرة قدم بريطاني (وحمل سابقاً جنسية المملكة المتحدة لبريطانيا العظمى وأيرلندا) في مركز نصف الجناح.

## وصلات خارجية
- جورج روبرتسون على موقع الاتحاد الإسكتلندي (الإنجليزية)
- جورج روبرتسون على موقع قاعدة بيانات كرة القدم.إي يو (الإنجليزية)